# Korni grupa
Korni grupa je bila ena najbolj znanih rock skupin v 1970. v tedanji Jugoslaviji. Skupino je osnoval in vodil skladatelj Kornelije Kovač, člani pa so bili znani rock glasbeniki: Dado Topić, Zdravko Čolić, Zlatko Pejaković...

## Diskografija

### Albumi
- Korni Grupa (Studijski album 1972) (COBISS)
- Not An Ordinary Life (Studijski album 1974)
- Mrtvo more (Živi album 1975)
- 1941. (Kompilacija 1979)
- Prvo svetlo neobičnog života (Kompilacija 1996) (COBISS)
- Kolekcija singlova (Kompilacija 2001) (COBISS)
- Ne tako običan život (Kompilacija 2005) (COBISS)

### Singli
- "Cigu-ligu" / "Čovek i pas" (1969)
- "Dzum-ram" / "Sonata" / "Magična ruka" (1969)
- "Pastir i cvet" / "Čovek i pas" (1969)
- "Trla baba lan" / "Slika" (1970)
- "Bube" / "Neko spava pored mene" (1970)
- "Kukavica" / "Gospa Mica gazdarica" / "Pogledaj u nebo" (1971)
- "Pusti da te diram" / "Jedan groš" (1971)
- "Pokloni svoj mi foto" / "Bez veze" (1972)
- "Povuci potegni" / "Na četiri točka" / "Maksimetar" / "Zeleni megaherc" (1973)
- "Tri palme" / "Tri čoveka u kafani" (1973)
- "Oj, dodole" / "Život" (1973)
- "Ivo Lola" / "Znam za kim zvono zvoni" (1973)
- "Etida" / "Jednoj ženi" (1973)
- "Moja generacija" / "Zbogom ostaj, o, detinjstvo" (1974)
- "Generation 42" / "One Woman" (1974)
- "Moja genereacija (My Genetartion)" / "Etude" (1974)
- "Kuda ideš, svete moj" / "Divlje jagode" (1974.)
- "Miris" / "Praštanje" (1974)

## Člani
- Kornelije Kovač, klaviature (1968-1974)
- Bojan Hreljac, bas kitara (1968-1974)
- Vladimir Furduj, bobni (1968-1974)
- Velibor Borko - Kacl, solo kitara (1968-1969)
- Josip Boček solo kitara (1969-1974)
- Miroslava-Seka Kojadinović, vokal (1968)
- Dušan Prelević - Prele, vokal (1968)
- Dalibor Brun, vokal (1968-1969)
- Dado Topić, vokal (1969-1971)
- Zdravko Čolić, vokal (1971-1972)
- Zlatko Pejaković, vokal (1972-1974)